# Oswald Wiener
Oswald Wiener, född 5 oktober 1935 i Wien, död 18 november 2021, var en österrikisk författare, cybernetiker och språkvetare.
Som student i Wien i mitten av 1950-talet studerade Oswald Wiener rättsvetenskap, musikvetenskap, afrikanska språk och matematik. Vid sidan av sin verksamhet som författare inom ramen för Wiener Gruppe mellan åren 1954 och 1959 var han professionell jazzmusiker; ett av banden som han spelade trumpet i hette Wirkliche Jazzband (Riktigt Jazzband). Från 1958 till 1966 arbetade han med arkivering, mot slutet i ledande ställning, för firman Olivetti.
Den 7 juni 1968, då den österrikiska studentrörelsen kulminerade, var Oswald Wiener en av deltagarna i aktionen Konst och revolution, även kallad Uni-snusk, vid Wiens universitet. Han häktades och ställdes så småningom inför rätta, men frikändes. Då ytterligare ett åtal hade väckts mot honom - för hädelse - valde Wiener att lämna Wien och Österrike 1969. I Västberlin öppnade han krogen "Exil", vilken han drev som krögare fram till 1986. Mellan åren 1980 och 1986 studerade han även matematik och datavetenskap vid TU Berlin.

## Verk (urval)
- Konst och revolution, aktion med bland andra Otto Muehl och Günter Brus den 7 juni 1968 vid Universität Wien.
- Die Verbesserung von Mitteleuropa [roman] Rowohlt (1969, 1972), ISBN 3-499-11495-X
- Beiträge zu einer Ädöologie[6] des Wienerischen,[7] (Som tillägg till en tysk utgåva av Josefine Mutzenbacher – en wienerhoras historia, berättad av henne själv, Rogner & Bernhard Verlag 1969, i serien «Bibliotheca Erotica et Curiosa», s. 285–389); Rowohlt 1978 (tillägg s. 163–248.)
  - Samma tillägg under titeln Der obszöne Wortschatz Wiens,[8] i kondenserad form utan fotnoter, i Mutzenbacher-utgåvan av förlaget Schneekluth, München, 1990 (s. 361–461); och hos Parkland, Stuttgart 1992.

## Fotnoter
1. ↑  ”Autor Oswald Wiener gestorben” (på tyska). https://www.derstandard.at/story/2000131252415/autor-oswald-wiener-86-jaehrig-gestorben. Läst 22 november 2021.
2. ↑  Professor Oswald Wiener: Schriftsteller, Kybernetiker, Sprachtheoretiker. Arkiverad 31 augusti 2010 hämtat från the Wayback Machine.
3. 1 2  Artikeln om Wiener på tyskspråkiga wikipedia.
4. ↑  Uni-Ferkelei. Se Kunst und Revolution.
5. ↑  Wiener Gruppe hade 1954 öppnat en klubb med detta namn i Wien.
6. ↑  «Ädöologie» sägs betyda läran om könsdelarna
7. ↑  Betyder Bidrag till en wienerbayersk ädöologi
8. ↑  Betyder Wiens obscena ordskatt